# DNA polymerase
Các enzim DNA pôlymêraza (DNA polymerases) tạo ra các phân tử DNA bằng cách lắp ráp các nucleotide, đơn phân của DNA. Các enzim này rất cần thiết để tái bản DNA và thường làm việc theo hai nhóm cùng lúc để tạo ra hai phân tử DNA "con" giống hệt nhau từ một phân tử DNA "mẹ" ban đầu. Trong quá trình này, DNA polymeraza "đọc" từng sợi khuôn của DNA mẹ hiện có để tạo hai mạch mới, khớp theo nguyên tắc bổ sung với từng mạch khuôn.
Enzim này xúc tác phản ứng hóa học sau
deoxynucleoside triphotphat + DNAn {\displaystyle \rightleftharpoons } điphotphat + DNAn+1
Xúc tác mở rộng DNA-template-đạo của 3'- cuối của một sợi DNA của một nucleotide tại một thời điểm.
Mỗi khi một tế bào phân chia, DNA polymerase là cần thiết để giúp nhân DNA của tế bào, do đó, một bản sao của phân tử DNA ban đầu có thể được thông qua với mỗi tế bào con. Bằng cách này, thông tin di truyền được truyền từ thế hệ này sang thế hệ khác.
Trước khi nhân đôi, phân tử DNA mẹ bắt buộc phải tháo xoắn nhờ tôpôizômêraza và tách hai mạch khuôn nhờ hêlicaza.

## Lịch sử
Năm 1956, Arthur Kornberg và đồng nghiệp khám phá ra enzyme DNA polymerase I, còn gọi là Pol I, trong vi khuẩn Escherichia coli. Họ miêu tả quá trình nhân đôi DNA bằng DNA polymerase sao chép các trình tự base của khuôn DNA. Sau đó, năm 1959, Kornberg được trao Giải Nobel Sinh lý học và Y khoa nhờ công trình này. DNA polymerase II cũng được Kornberg và Malcolm E. Gefter khám phá vào năm 1970 trong nghiên cứu của họ nhằm lý giải sâu hơn về Pol I trong quá trình nhân đôi DNA ở E. coli.